# Daucostérol
Le daucostérol est une saponine de phytostérol, le glucoside du β-sitostérol.
Il a été isolé de Panax japonicus var. major et de Breynia fruticosa. Il est aussi présent dans les racines du ginseng de Sibérie (Eleutherococcus senticosus) et fait partie de la famille de substances appelées « éleuthérosides ». À ce titre il est parfois désigné sous le nom  d'« éleuthéroside A ».